# Frédéric Chau

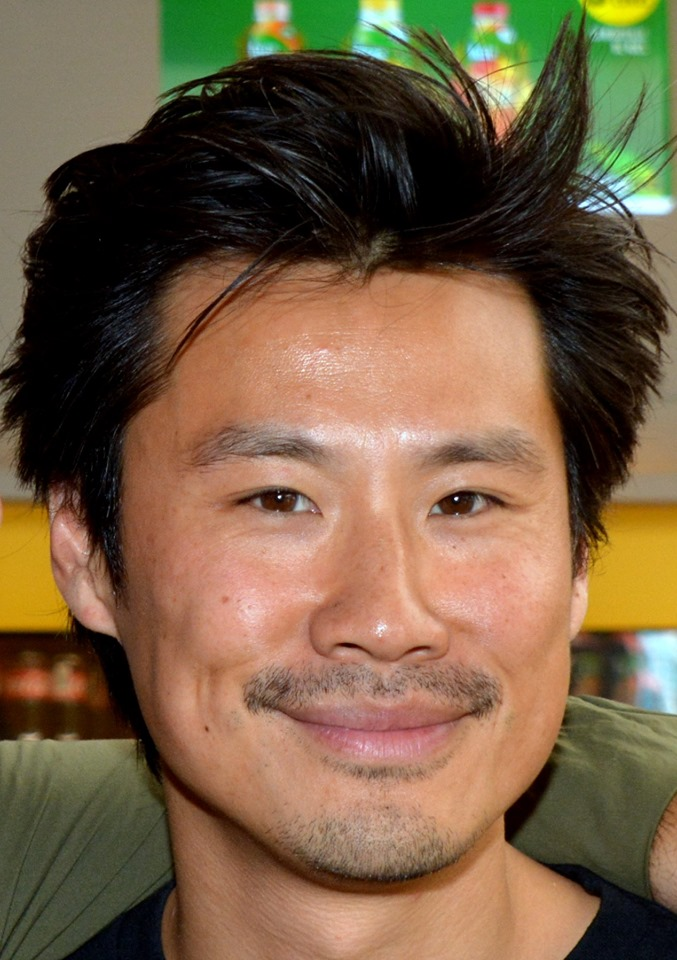
Frédéric Chau, 2019

Frédéric Chau (* 6. Juni 1977 in Ho-Chi-Minh-Stadt, Vietnam) ist ein französischer Schauspieler.
Bekannt wurde er durch den Jamel Comedy Club und die Filme Monsieur Claude und seine Töchter und dessen Fortsetzungen.

## Leben
Frédéric Chau wurde in Ho-Chi-Minh-Stadt, Vietnam als Ältestes von drei Kindern geboren. Seine Eltern gehörten der chinesischen Minderheit in Kambodscha an. 1977, kurz vor seiner Geburt, verließen seine Eltern Phnom Penh in Richtung Vietnam, um den Roten Khmer zu entkommen. Als er sechs Monate alt war, wanderten sie nach Frankreich aus.  Sie ließen sich im Stadtteil Marx-Dormoy im 18. Arrondissement von Paris nieder. Später zogen sie in den Vorort Villetaneuse im Département Seine-Saint-Denis. Mit achtzehn Jahren schloss er die Schule mit dem Baccalauréat scientifique ab. Danach machte er einen DUT in Nachrichtentechnik.
Nachdem ihn ein Modefotograf entdeckt hatte, arbeitete er kurzzeitig als Model bei der Werbeagentur People International. 1998 begann er bei der Air France als Flugbegleiter. Gleichzeitig nahm er Schauspielunterricht.
2005 begann Frédéric Chau als Stand-up-Komiker zu arbeiten. 2006 trat er im Jamel Comedy Club auf.
2009 synchronisierte er gemeinsam mit seinen Kollegen vom Jamel Comedy Club Beverly Hills Chihuahua. Im gleichen Jahr verließ er die Truppe um Jamel Debbouze, um sich seiner Schauspielkarriere zu widmen.
2014 spielte er in der französischen Filmkomödie Monsieur Claude und seine Töchter einen der Schwiegersöhne und im Actionfilm Lucy eine Nebenrolle. Dies brachte ihm den Titel „Erfolgreichster Schauspieler 2014“ des Magazins Première ein.
Im September 2015 veröffentlichte er seine Autobiographie Je viens von si loin bei Editions Philippe Rey.
Seit dem 9. Juli 2017 hat er mit seiner Lebensgefährtin ein gemeinsames Kind.

## Bühnenprogramme
- 2006: Mes débuts
- 2007: Les Chinois au cinéma
- 2008: Mon père

## Filmographie (Auswahl)

### Kino
- 2008: Crise dans le secteur bancaire (Kurzfilm) – Regie: Marc Schaus
- 2008: Osc DisT (Kurzfilm) – Regie: Fabius Dubois
- 2009: 5 films contre l’homophobie: Fusion Man (Kurzfilm) – Regie: Xavier Gens und Marius Vale
- 2009: Eden is West (Eden à l’ouest) – Regie: Costa-Gavras
- 2009: Ghettogangz 2 – Ultimatum (Banlieue 13: Ultimatum) – Regie: Patrick Alessandrin
- 2009: Neuilly sa mère! – Regie: Gabriel Julien-Laferrière
- 2010: Rien à perdre (Kurzfilm) – Regie: Jean-Henri Meunier
- 2010: Coursier – Regie: Hervé Renoh
- 2010: From Paris with Love – Regie: Pierre Morel
- 2010: Les Princes de la nuit – Regie: Patrick Levy

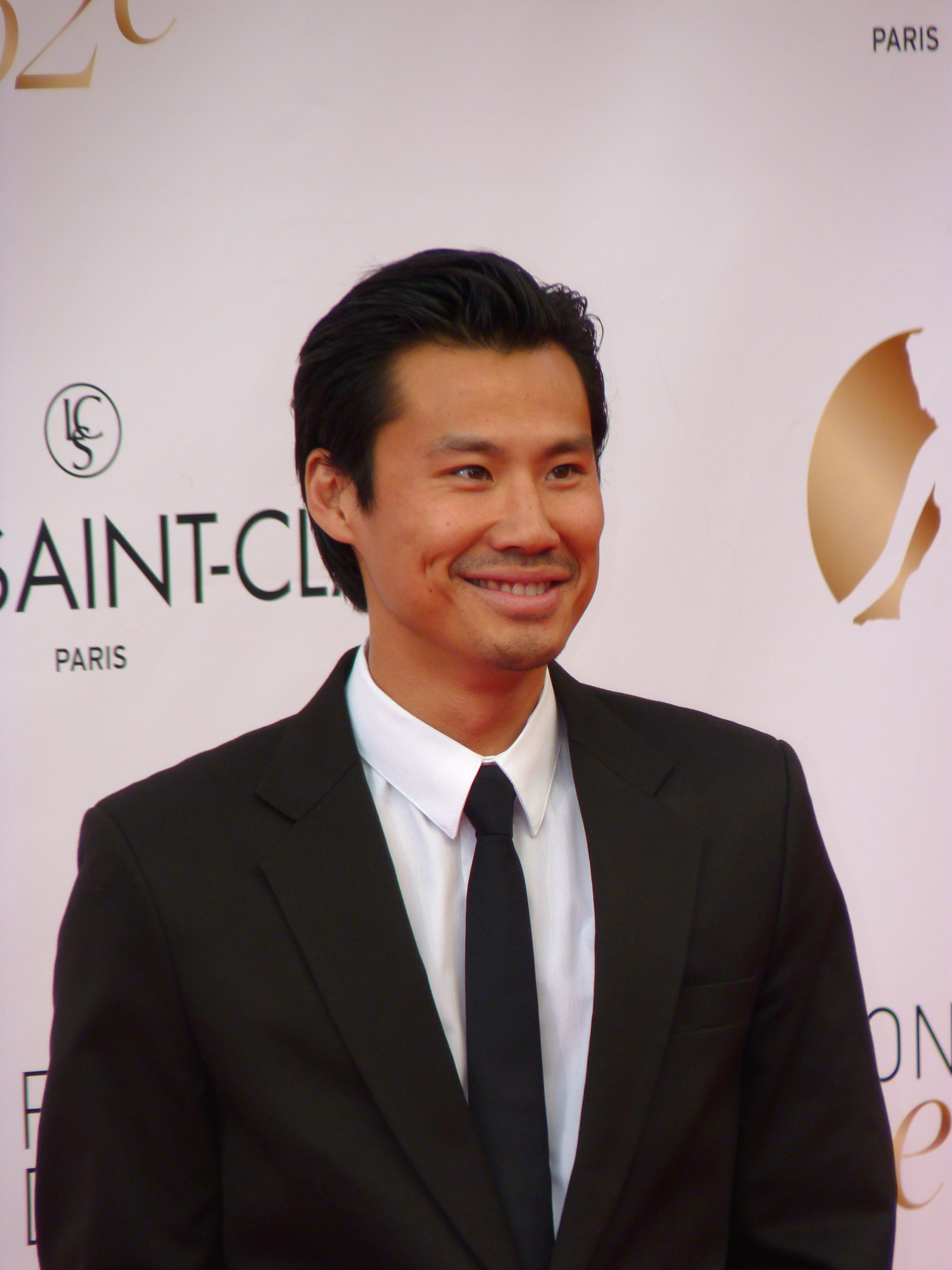
Frédéric Chau beim 52. Festival de Télévision de Monte-Carlo

- 2010: Il reste du jambon? – Regie: Anne Depétrini
- 2011: Halal police d’État – Regie: Rachid Dhibou
- 2011: Ziemlich dickste Freundinnen (Mince alors!) – Regie: Charlotte de Turckheim
- 2013: Roche Papier Ciseaux – Regie: Yan Turgeon Lanouette
- 2013: Paris à tout prix – Regie: Reem Kherici
- 2014: Monsieur Claude und seine Töchter (Qu’est-ce qu’on a fait au Bon Dieu?) – Regie: Philippe de Chauveron
- 2014: Dealer – Regie: Jean Luc Herbulot
- 2014: Lucy – Regie: Luc Besson
- 2015: Feuilles de printemps (Kurzfilm) – Regie: Stéphane Ly-Cuong
- 2016: Uchronia – Regie: Christophe Gofette
- 2019: Monsieur Claude 2 (Qu’est-ce qu’on a encore fait au Bon Dieu?) – Regie: Philippe de Chauveron
- 2019: Made in China – Regie: Julien Abraham
- 2019: Das Rätsel (Les Traducteurs) – Regie: Régis Roinsard
- 2021: Monsieur Claude und sein großes Fest (Qu’est-ce qu’on a tous fait au Bon Dieu?) – Regie: Philippe de Chauveron

### Fernsehen
- 2008: La Taupe (Fernsehfilm) – Regie: Vincenzo Marano
- 2008: Inside Jamel Comedy Club (Fernsehfilm)
- 2009: La Belle Vie (Fernsehfilm) – Regie: Virginie Wagon
- 2009: La Taupe 2 (Fernsehfilm) – Regie: Vincenzo Maran
- 2009: Les Incroyables Aventures de Fusion Man (Fernsehfilm) – Regie: Xavier Gens und Marius Vale
- 2013: Les Limiers (Fernsehserie, 1 Episode)
- 2017: Kim Kong (Fernsehserie) – Regie: Stephen Cafiero

### Synchronisation
- 2009: Beverly Hills Chihuahua (Le Chihuahua de Beverly Hills) von Raja Gosnell
- 2017: Valerian – Die Stadt der tausend Planeten (Valérian et la Cité des mille planètes) von Luc Besson

## Veröffentlichungen
- Je viens de si loin, éditions Philippe Rey, 2015.